# 奥田幹生
奥田 幹生（おくだ みきお、1928年3月21日 - 2018年3月2日）は、日本の政治家。京都市会議長・衆議院議員（6期）・文部大臣などの要職を歴任。従三位。

## 来歴・人物
京都府綾部市出身。京都師範学校を卒業後、教員生活を経て早稲田大学政治経済学部を卒業。早大卒業後、読売新聞記者となる。その後京都市会議員・同市会議長・京都府議会議員を経て、1979年の第35回衆議院議員総選挙に自由民主党公認で旧京都1区から立候補し、落選した。翌1980年の第36回衆議院議員総選挙では（現職の田中伊三次が公認を返上したため）唯一の自民党公認候補として選挙戦を戦い、初当選した（当選同期に古賀誠・平沼赳夫・川崎二郎・柿澤弘治など）。当選後は宏池会に所属。
1996年に発足した第1次橋本内閣では文部大臣を務めた。同年の第41回衆議院議員総選挙では京都2区から立候補し、日本共産党の井上哲士と後の民主党代表・前原誠司を破り再選（次点の井上との差は849票、前原は比例復活した）。2000年の第42回衆議院議員総選挙には立候補せず、政界から引退した。
1999年、勲一等瑞宝章受章。
政界引退後は平安神宮の管理保存のための市民組織、平安講社の総長などを務めた。
2018年3月2日、老衰のため、京都市内の病院で死去。89歳没。死没日をもって従三位に叙された。